# Almaraz de la Mota
Almaraz de la Mota es un despoblado español situado en el término municipal de Villardefrades, en la provincia de Valladolid, comunidad autónoma de Castilla y León. El lugar pertenecía a la Casa de Alba y estaba habitado por aparceros contratados para las labores agrícolas. En el siglo XX se vendió la finca y sus habitantes tuvieron que abandonar sus casas de las que no eran propietarios. Lo que antaño fue un pueblo con escuela y parroquia se convirtió en un despoblado con las ruinas de la iglesia como único testigo.

## Geografía
El pueblo estaba situado en los límites de los Montes Torozos con la Tierra de Campos a ambos lados del arroyo de la Viña, un arroyo que desembocaba poco después en el río Sequillo. Tenía buen monte de encinas de las que se aprovechaban las bellotas, pastos para el ganado y tierras de labor donde se plantaba principalmente trigo, cebada, centeno y legumbres. Su término confinaba con los de Villardefrades, Urueña y Villavellid

## Historia
Madoz en su Diccionario geográfico-estadístico-histórico de España y sus posesiones de Ultramar hace una descripción de este lugar que todavía se llamaba Almaraz sin añadidos. Pertenecía a la diócesis de Palencia; la iglesia parroquial estaba dedicada a San Juan Bautista. Tenía unas treinta casas agrupadas sin formar calles, veintidós vecinos y noventa y ocho habitantes, escuela de primeras letras y una fuente de aguas muy buenas que abastecía a la población. Era señorío del marqués de la Mota —de la Casa de Alba— con autoridad para nombrar teniente alcalde mayor cada sexenio. En el siglo XVIII contaba con una venta que llegó a ser famosa por haberse convertido en refugio de malhechores y que fue derruida por esta razón. Para sustituirla se construyó en 1785 un mesón dentro del pueblo.
El lugar pertenecía a la Casa de Alba y sus habitantes eran aparceros que dependían íntegramente de su condición de colonos. Incluso la vivienda era propiedad de los patronos. En la segunda mitad del siglo XIX se puso la finca en venta y la compró un rico hacendado llamado Luis de Villachica. La vida de los colonos siguió siendo la misma hasta que al morir Villachica heredó la hacienda su hija natural Victoriana.
Al morir Victoriana lo heredaron unas sobrinas segundas cuya decisión fue vender y deshacerse de todo, monte, labrantío y casas. Lo único que no se podía vender era el edificio de la iglesia y el cementerio. Los habitantes de Almaraz quisieron comprar toda la heredad pero no hubo éxito por razones económicas que no pudieron subsanar. Toda la propiedad fue adquirida por la firma Constructora Imperial S. L.
Hasta la reforma de la nomenclatura municipal del 2 de julio de 1916 el municipio se llamaba simplemente Almaraz. En dicha fecha su nombre fue modificado por el de Almaraz de la Mota. El 10 de marzo de 1970 extinguido Almaraz, su territorio se incorporó a Villardefrades.

## Demografía
| Gráfica de evolución demográfica de Almaraz de la Mota entre 1842 y 1960 |
| |
| Población de derecho según los censos de población del INE. Población de hecho según los censos de población del INE.En estos Censos se denominaba Almaraz: 1842, 1857, 1860, 1877, 1887, 1897, 1900 y 1910. Entre el Censo de 1970 y el anterior, este municipio desaparece porque se integra en el municipio 47223 (Villardefrades). |

| 98            | 171 | 219 | 195 | 192 | 207 | 199 | 172 | 170 | 160 | 142 | 129 | 90 |
| (Fuente: INE) |     |     |     |     |     |     |     |     |     |     |     |    |

## Patrimonio

### Iglesia de San Juan Bautista
El edificio es del siglo XVI con planta de una sola nave, ábside cuadrado, espadaña de dos cuerpos a los pies que a penas se mantiene erguida. Tuvo armadura mudéjar. Coro alto a los pies. Su estado actual en el año 2020 es de deterioro muy avanzado.

Almaraz de la Mota
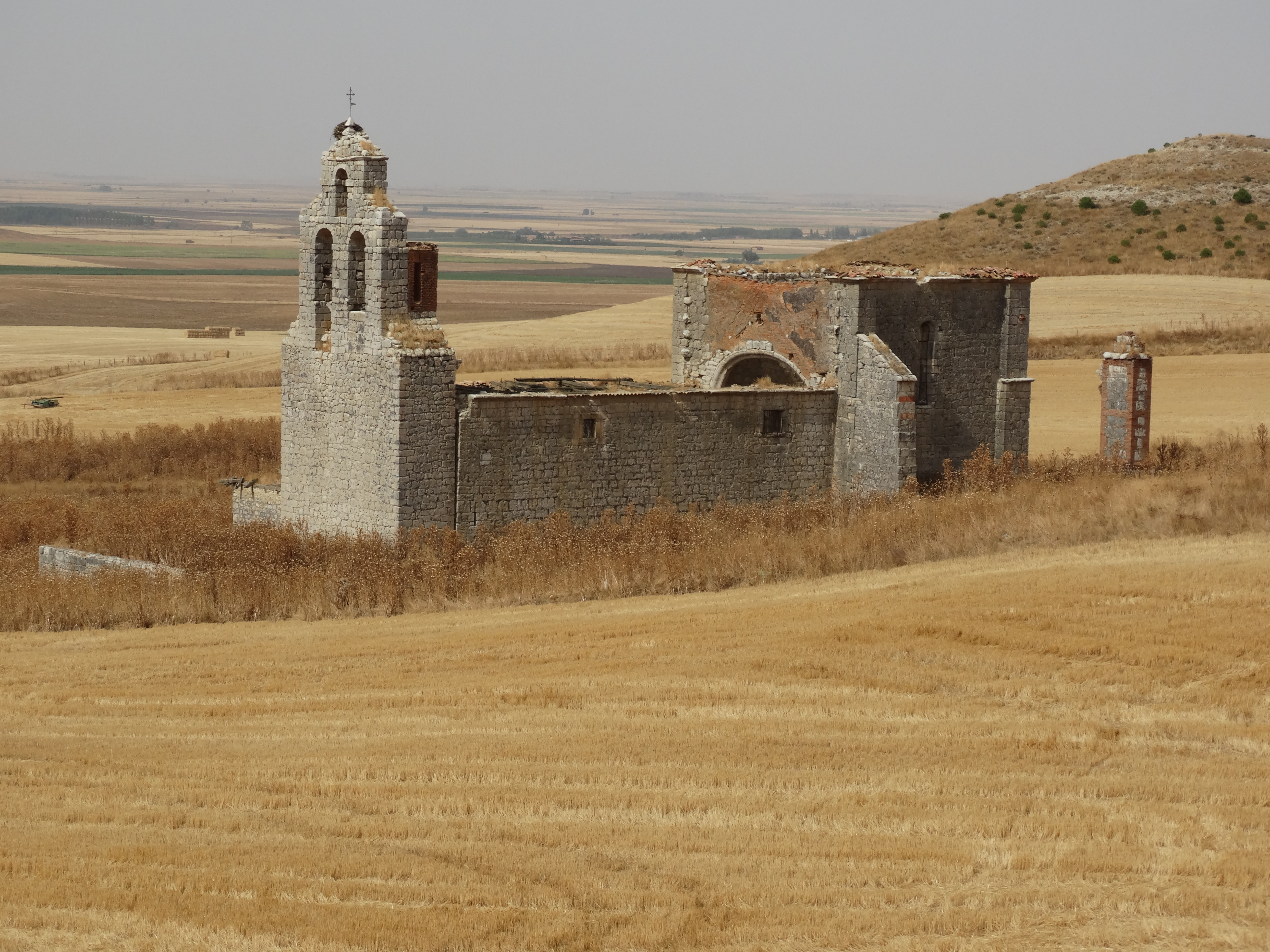
Iglesia en el año 2020
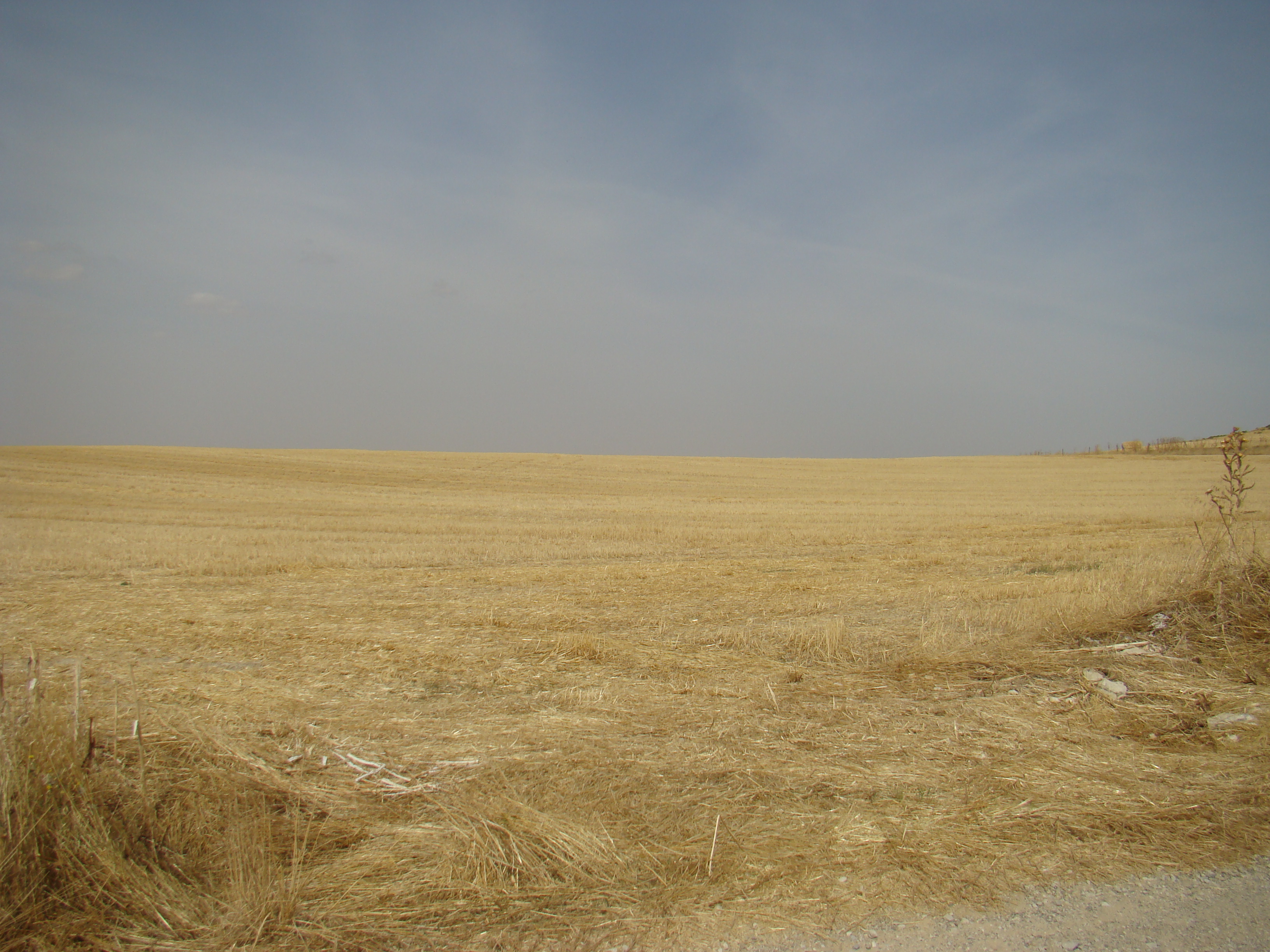
Campos de cereal
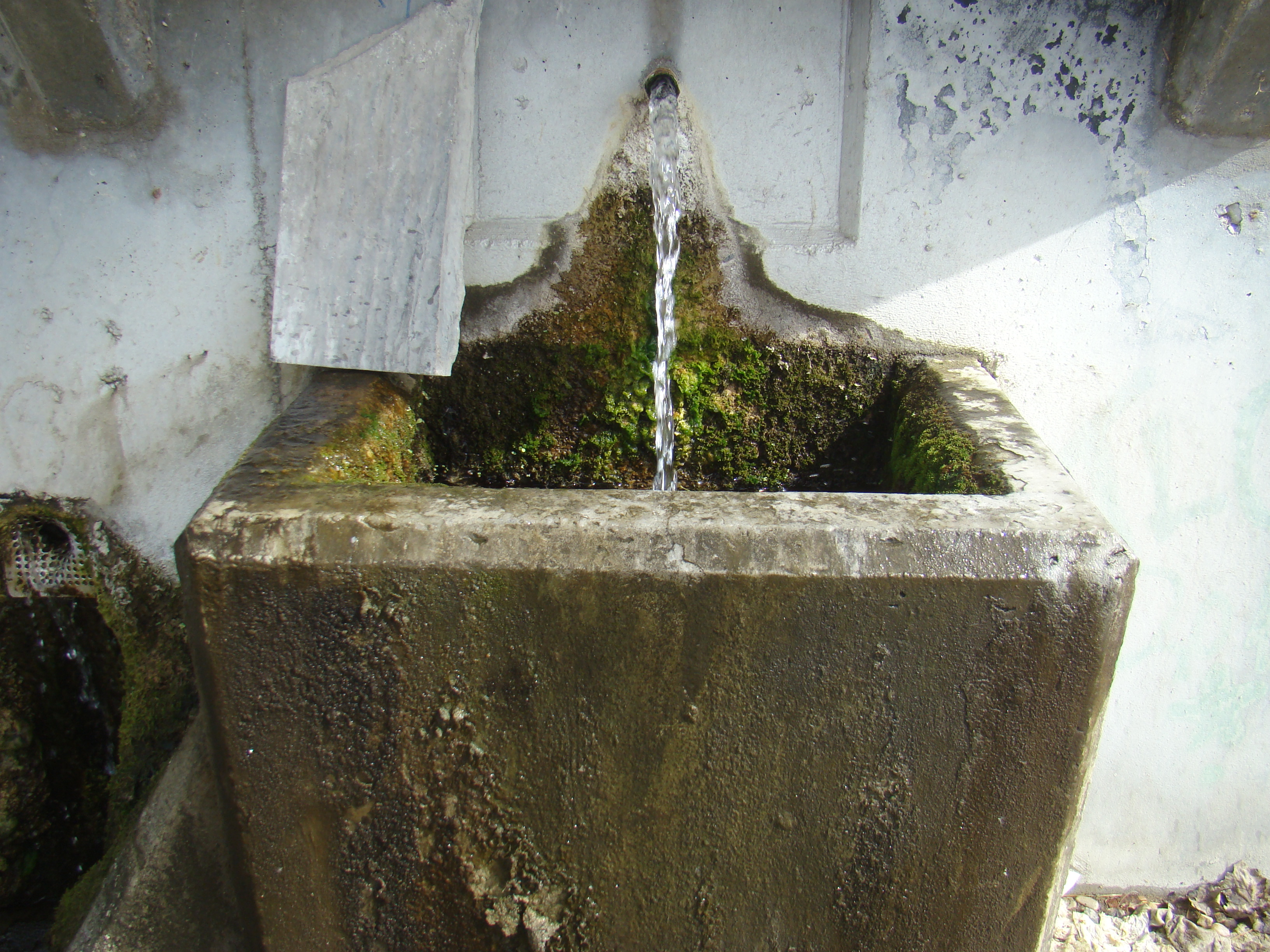
La fuente del pueblo